# Jean-Pierre Monseré
Jean-Pierre Monseré (Roeselare, 8 settembre 1948 – Sint-Pieters-Lille, 15 marzo 1971) è stato un ciclista su strada e pistard belga, campione del mondo su strada nel 1970 a Leicester.

## Carriera

### 1965-1969: gli esordi e la vittoria al Giro di Lombardia
Ciclista di grande talento, di carattere simpatico e un po' guascone, era avviato verso una luminosa carriera. Nel 1965 da Junior vinse 22 gare; furono 36 l'anno dopo, prima del debutto come Dilettante l'8 settembre 1966. Da dilettante in tre stagioni colse oltre settanta vittorie, tra cui quelle nell'Omloop Het Volk 1969, in un campionato nazionale militari su strada e in due campionati nazionali di inseguimento a squadre su pista.
Il 4 settembre 1969, reduce dal secondo posto ai campionati del mondo su strada di categoria a Brno dietro al danese Leif Mortensen, passò professionista, neanche ventunenne, con la Flandria diretta da Briek Schotte. L'11 ottobre 1969, in una delle sue prime gare tra i pro, il prestigioso Giro di Lombardia, risultò a sorpresa vincitore. La gara si caratterizzò inizialmente per la fuga a due di Gianni Motta e Michele Dancelli, raggiunti però sulla salita di San Fermo della Battaglia; in testa si formò quindi un drappello di nove corridori, che giunse compatto allo Stadio Giuseppe Sinigaglia, sede del traguardo. Franco Bitossi fu il primo a entrare nell'impianto comense, lanciando una volata lunga, ma venne ripreso e superato nell'ordine da Gerben Karstens, vincitore, da Monseré e da Herman Van Springel. Pochi giorni dopo Karstens venne però trovato positivo al controllo antidoping e quindi squalificato: la vittoria andò al ventunenne belga.

### 1970-1971: il titolo mondiale e la prematura scomparsa
Nella primavera 1970 Monseré si aggiudicò alcune corse, tra cui due tappe della Vuelta a Andalucía, e ottenne alcuni piazzamenti, tra cui il sesto posto al Giro delle Fiandre e l'ottavo alla Freccia Vallone. In agosto, dopo il successo in una tappa della Parigi-Lussemburgo, conquistò il campionato del mondo dei professionisti tenutosi in Gran Bretagna, a Leicester. La corsa iridata venne caratterizzata nella prima parte dalla fuga di un gruppetto, poi ripreso, formato tra gli altri da Van Springel, Merckx, Gimondi, Adorni, Motta e Dancelli; fu quindi lo stesso Gimondi a rilanciare l'azione, salvo essere riagguantato nuovamente da altri cinque uomini: Monseré, Leif Mortensen, Leslie West, Charles Rouxel e Alain Vasseur. In vista del traguardo Gimondi provò un ennesimo attacco, ma ai 500 metri venne ripreso e superato da Monseré, che con una volata lunghissima andò a trionfare.
L'anno successivo il neocampione del mondo si era preparato con grandissima intensità per fare sua la Milano-Sanremo, obiettivo dichiarato, e battere Eddy Merckx, già tre volte vincitore. Dopo aver curato la preparazione in Spagna, vincendo in febbraio la Vuelta ad Andalucía, tornò in Belgio per prendere parte ad un'ultima kermesse, a Retie, pochi giorni prima della gara. A Lille trovò la morte, appena ventiduenne, investito da un'automobile uscita fuori dalla fila nonostante polizia e organizzatori intimassero a tutti di fermarsi. La Milano-Sanremo venne vinta da Merckx, che il giorno dopo andò a deporre i fiori della premiazione sulla tomba dello sfortunato rivale.
All'epoca Monseré era già padre di un bimbo di tre anni, Giovanni. Per una tragica coincidenza, prima di compiere i sette anni Giovanni perse la vita investito da un'auto mentre passeggiava in bicicletta per le strade di Rumbeke.

## Palmarès

### Strada
- 1967 (dilettanti)[2]

1ª tappa, 1ª semitappa Ronde van Limburg dilettanti
Kampioenschap van West-Vlaanderen
- 1968 (dilettanti)[2]

Circuit des 11 Villes
Trophée Peugeot
Campionati belgi militari
- 1969 (dilettanti/Flandria, una vittoria)[2]

Omloop Het Volk dilettanti
4ª tappa Giro del Belgio dilettanti
Omloop der Vlaamse Gewesten
4ª tappa Olympia's Tour
Sterfinale Aartselaar
Giro di Lombardia (con la Flandria)
- 1970 (Flandria, sei vittorie)

2ª tappa Vuelta a Andalucía (Malaga > Cordova)
4ª tappa Vuelta a Andalucía (Siviglia > Cadice)
Omloop der Zuid-West-Vlaamse Bergen
1ª tappa Parigi-Lussemburgo (Sevran > Saint-Amand-les-Eaux)
Campionati del mondo, Prova in linea
- 1971 (Flandria, tre vittorie)

1ª tappa Vuelta a Andalucía (Malaga > Cordova)
3ª tappa Vuelta a Andalucía (Siviglia > Jerez de la Frontera)
Classifica generale Vuelta a Andalucía

#### Altri successi
- 1966 (dilettanti)[2]

Criterium di Beernem
Criterium di Roeselare
Sint-Gillis-Waas
- 1967 (dilettanti)[2]

Criterium di Bruges
Criterium di Stasegem
Criterium di Ninove
Criterium di Ypres
Prova di Roeselare (1)
Criterium di Tielt
Criterium di Zwevezele
Criterium di Staden
Prova di Roeselare (2)
Criterium di Stene
Criterium di Veurne
Criterium di Beselare
Criterium di Denderhoutem
Criterium di Eernegem
Criterium di Roeselare
Criterium di Lichtervelde
Criterium di Moorslede
- 1968 (dilettanti)[2]

Criterium di Genk
Criterium di Sibbe
Criterium di Eernegem
Sint Michiels-Brugge
Criterium di Stasegem
Criterium di Ninove
Criterium di Outer
Criterium di Hooglede
Criterium di Ypres
Criterium di Bavegem
Prova di Staden, in linea
Prova di Staden, cronometro
Beveren-Leie
Bertem-Rumbeke
Criterium di Westrozebeke
Individuale di Sint-Andries
Criterium di Roeselare
Criterium di De Pinte
Criterium di Heist an Zee
Criterium di Beernem
- 1969 (dilettanti/Flandria)[2]

Criterium di Lovendegem
Strijpen-Zottegem
Prova di Roeselare
Criterium di Eernegem
Criterium di Denderleeuw
Criterium di Ruddervoorde
5ª tappa Olympia's Tour (cronosquadre)
Criterium di Marke
Criterium di Roeselare
Criterium di Ypres
Kortrijk-Sint Jan
Criterium di Zerkegem
Criterium di Rekkem
Criterium di Staden
Criterium di Poelkapelle
Criterium di Sint-Niklaas
Boernem-Branst
Criterium di Ledegem
Criterium di Herentals
Criterium di Rumbeke
Criterium di Lier
Criterium di Koekelare (con la Flandria)
- 1970 (Flandria)[2]

Criterium di Oostkamp
Criterium di Boezinge
Prix Victor Standaert - Ninove
Criterium di Sint-Andries
Criterium di Sin-le-Noble
Criterium di Bornem
Criterium di Drongen
Criterium di Zingem
Criterium di Roeselare
Criterium di Koekelare
Criterium di Berlaar
Criterium di Retie
Criterium di Adinkerke

### Pista
- 1967 (dilettanti)[2]

Campionati belgi, Inseguimento a squadre (con Rudy Serruys, Ronny Vanmarcke, Arm. Van Wijnsberghe)
- 1968 (dilettanti)[2]

Campionati belgi, Inseguimento a squadre (con Christian Callens, Rudy Serruys, Ronny Vanmarcke)
- 1970

Omnium di Anversa (con Patrick Sercu e Roger De Vlaeminck)
Omnium di Milano (con Eddy Merckx)
Omnium di Gand (con Patrick Sercu)
Campionati belgi, Omnium
Sei giorni di Gand (con Patrick Sercu)
Campionati belgi, Americana (con Patrick Sercu)
- 1971

Omnium di Bruxelles (con Eddy Merckx, Roger De Vlaeminck e Ferdinand Bracke)

## Piazzamenti

### Classiche Monumento
- Milano-Sanremo

1970: 22º
- Giro delle Fiandre

1970: 6º
- Parigi-Roubaix

1970: 10º
- Giro di Lombardia

1969: vincitore

### Competizioni mondiali
- Campionati del mondo su strada

Brno 1969 - In linea Dilettanti: 2º
Leicester 1970 - In linea Professionisti: vincitore